# 무나카타군

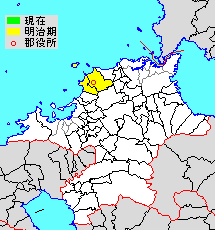
후쿠오카현 무나카타군의 위치

무나카타군(宗像郡, むなかたぐん)은 다이카 개신 후 무나카타타이샤의 신군으로 세워졌던 지쿠젠국(후쿠오카현)의 군이다. 헤이세이 대합병으로 소멸하였다.

## 군역
1878년 행정 구역으로 발족 당시의 군역은 현재의 무나카타시·후쿠쓰시에 해당한다.

## 역사

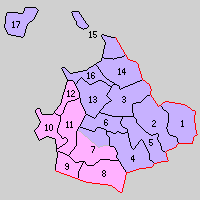
1.요시타케촌 2.아카마촌 3.가토촌 4.노사카촌 5.미야타촌 6.도고촌 7.진고촌 8.가미사이고촌 9.시모사이고촌 10.쓰야자키촌 11.미야지촌 12.가쓰우라촌 13.다시마촌 14.이케노촌 15.미사키촌 16.고노미나토촌 17.오시마촌 (보라: 무나카타시 분홍: 후쿠쓰시)

- 1889년 4월 1일 - 정촌제 시행으로, 아래의 촌이 발족.(17촌)
  - 요시타케촌(吉武村): 현 무나카타시
  - 아카마촌(赤間村): 현 무나카타시
  - 가토촌(河東村): 현 무나카타시
  - 노사카촌(野坂村): 현 무나카타시
  - 미야타촌(宮田村): 현 무나카타시
  - 도고촌(東郷村): 현 무나카타시
  - 진고촌(神興村): 현 무나카타시, 후쿠쓰시
  - 가미사이고촌(上西郷村): 현 후쿠쓰시
  - 시모사이고촌(下西郷村): 현 후쿠쓰시
  - 쓰야자키촌(津屋崎村): 현 후쿠쓰시
  - 미야지촌(宮地村): 현 후쿠쓰시
  - 가쓰우라촌(勝浦村): 현 후쿠쓰시
  - 다시마촌(田島村): 현 무나카타시
  - 이케노촌(池野村): 현 무나카타시
  - 미사키촌(岬村): 현 무나카타시
  - 고노미나토촌(神湊村): 현 무나카타시
  - 오시마촌(大島村): 현 무나카타시
- 1897년 6월 4일 - 쓰야자키촌이 정제 시행으로 쓰야자키정(津屋崎町)이 됨.(1정 16촌)
- 1898년 6월 25일 - 아카마촌이 정제 시행으로 아카마정(赤間町)이 됨.(2정 15촌)
- 1906년 5월 2일 - 고노미나토촌이 정제 시행으로 고노미나토정(神湊町)이 됨.(3정 14촌)
- 1909년 4월 1일(4정 12촌)
  - 시모사이고촌이 정제 시행과 개칭으로 후쿠마정(福間町)이 됨.
  - 쓰야자키정·미야지촌이 합병하여, 새로이 쓰야자키정이 발족.
- 1911년 6월 1일 - 노사카촌·미야타촌이 합병하여, 난고촌(南郷村)이 발족.(4정 11촌)
- 1925년 10월 1일 - 도고촌이 정제 시행으로 도고정(東郷町)이 됨.(5정 10촌)
- 1954년 4월 1일(4정 5촌)
  - 도고정·아카마정·난고촌·가토촌·요시타케촌 및 진고촌의 일부가 합병하여, 무나카타정(宗像町)이 발족.
  - 후쿠마정·가미사이고촌 및 진고촌의 잔여부가 합병하여, 새로이 후쿠마정이 발족.
- 1955년 3월 1일 - 쓰야자키정·가쓰우라촌이 합병하여, 새로이 쓰야자키정이 발족.(4정 4촌)
- 1955년 4월 1일 - 고노미나토정·다시마촌·이케노촌·미사키촌이 합병하여, 겐카이정(玄海町)이 발족.(4정 1촌)
- 1981년 4월 1일 - 무나카타정이 시제 시행으로 무나카타시(宗像市)가 되어, 군에서 이탈.(3정 1촌)
- 2003년 4월 1일 - 겐카이정이 무나카타시와 합병하여, 새로이 무나카타시가 발족.(2정 1촌)
- 2005년
  - 1월 24일 - 후쿠마정·쓰야자키정이 합병하여, 후쿠쓰시(福津市)가 되어, 군에서 이탈.(1촌)
  - 3월 28일 - 오시마촌이 무나카타시에 편입. 이날 무나카타군은 폐지됨.